# Нейроглія

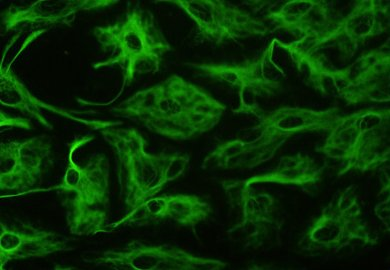
Астроцити

Конфокальна мікрофотографія зубчастої звивини дорослої миші. Подвійно-позитивні клітини (зелений колір) GFAP-позитивні астроцити (червоний колір).

Нейроглі́я — сукупність нервових клітин, що поряд з нейронами формують нервову тканину.
Клітини нейроглії, або гліальні клітини чи просто глія, досить сильно відрізняються від нейронів. Найбільша різниця полягає в тому, що глія напряму не бере участь в генерації та проведенні нервових імпульсів, хоча її функцією є, зокрема, взаємоізоляція нервових контактів та підтримка функціонування нейронів. Загальна кількість глії в нервовій системі помітно перевищує кількість нейронів: їхнє співвідношення за масою дорівнює приблизно 3:1, а за кількістю — 50:1 (глія:нейрони).
Попри те, що клітини глії також, як і нейрони, мають складні розгалужені відростки, ці відростки в середньому менші за нейрональні, і не утворюють класичних синапсів для проведення нервового сигналу.
Термін «глія» походить від грецького слова, що означає «клей», і віддзеркалює уявлення 19-го сторіччя про те, що гліальні клітини якимось чином утримують цілісність нервової системи. Попри те, що досі не знайдено доказів зв'язування нейронів в єдине ціле саме глією, цей термін зберігся. Все ж, для глії вважають доведеним існування таких функцій, як підтримання гомеостатичного середовища існування нейронів, модуляція рівню збудливості нейронів, модуляція роботи синапсів шляхом контролю зворотного захвату нейромедіатора з синаптичної щілини, формування підтримуючої структури на деяких стадіях розвитку нейронів та протидія ушкодженню нейронів, тобто захисна функція (а подеколи і сприяння відновленню після ушкодження).

## Класифікація
У зрілій центральній нервовій системі (ЦНС) існують чотири типи гліальних клітин: астроцити, олігодендроцити, епендимоцити та мікроглія (фагоцити та макрофаги). Макроглією називають сукупність астроцитів, олігодендроцитів та епендимоцити.
В периферичній нервовій системі розрізняють два типи клітин: мантійний (сателітний) гліоцит і шваннівська клітина (леммоцит).

### Астроцити
Астроцити, зустрічається винятково в головному та спинному мозку, має характерний малюнок відростків, що надає клітині зіркоподібного вигляду (завдяки чому в назві з'явився префікс астро-). 
Функції астроглії:
- Завдяки різним механізмам, підтримує сприятливе хімічне середовище для передачі нервових сигналів.
- Обмежовує нервові клітини і кровоносні капіляри.
- Забезпечує транспорт поживних речовин та гематоенцефалічний бар’єр (регуляція живлення клітин) з кровоносних капілярів до нервових клітин.
- Активує синапси та нейрони.

### Олігодендроцити

Конфокальна мікрофотографія NG-2-позитивних клітин-попередників олігодендроцитів (зелений колір) та GFAP-позитивних астроцитів (червоний колір) в культурі. Ядра клітин пофарбовані Hoechst-33342 (синій колір)

Олігодендроцити, зустрічається тільки в ЦНС, мають мало контактів (без синоптичного типу). 
Функції олігодендроцитів:
- Формує шарувату жиро-насичену «обгортку», що називається «мієлін», навколо багатьох, але не всіх, аксонів всередині ЦНС. Мієлін відіграє важливу роль у визначенні швидкості розповсюдження електричного нервового сигналу як вибірковий ізолятор. В периферійній нервовій системі цю функцію біологічного ізолятора виконують виробляючі мієлін Шваннівські клітини.
- Обмежовує клітини та їх аксони.

### Мікроглія
Клітини мікроглії — невеликі клітини, що знаходяться по всій ЦНС, та походять безпосередньо від стовбурових клітин («батьківських» клітин для всіх інших типів клітин в нервовій системі; астроцити та олігодендроцити розвиваються вже з мікроглії). Мікрогліальні клітини мають багато функцій, притаманних макрофагам, і є, завдяки цьому, «сміттярами», що поглинають загиблі, пошкодженні клітини або відокремлені завдяки деякому ушкодженню частини нормальних клітин. На додаток мікроглія, як і макрофаги в інших тканинах, секретує сигнальні молекули — насамперед широкий спектр цитокінів, котрі також продукуються клітинами імунної системи — що можуть запобігати місцевим запаленням та впливати на процеси виживання або загибелі оточуючих клітин. Завдяки цьому деякі нейробіологи кваліфікують мікроглію як спеціалізований тип макрофагів. В разі ушкодження кількість мікроглії на ушкодженій ділянці значно зростає: деякі з «додаткових» клітин утворюються із вже існуючих в мозку клітин мікроглії, а деякі — з макрофагів, що мігрують до ушкодженої ділянки та потрапляють в мозок через місцеві розриви в кровоносних судинах.

### Епендимоцити
Епендимні клітини вистеляють заповнені рідиною шлуночки та інші порожнини мозку. Биттям своїх війок вони спонукають до руху цереброспінальну рідину мозкові порожнини. Вони беруть участь в утворенні та циркуляції спинномозкової рідини.

### Шваннівська клітина
Шваннівські клітини — допоміжні клітини нервової тканини, які формуються уздовж аксонів периферичних нервових волокон. Створюють, а іноді й руйнують, електроізолюючу мієлінову оболонку нейронів. Виконують опорну (підтримують аксон) та трофічну (живлять тіло нейрона) функції.

### Мантійний гліоцит
Мантійний гліоцит — це гліальні клітини, що покривають тіло нейрона в чутливому вузлі спинномозкового нерва та автономні ганглії, які в свою чергу діляться на симпатичні та парасимпатичні.